# Körperschaft des öffentlichen Rechts (Deutschland)
Eine Körperschaft des öffentlichen Rechts (K.d.ö.R., auch mit KdöR, KöR oder K.ö.R. abgekürzt) ist eine mitgliedschaftlich verfasste juristische Person des öffentlichen Rechts, die Rechtssubjekt kraft Hoheitsakt ist und öffentliche Aufgaben wahrnimmt. Aufgabenbereiche werden ihr durch Gesetz oder Satzung zugewiesen.

## Allgemeines
Körperschaften bündeln meist sachliche Mittel (wie öffentliche Gebäude, Einrichtungen, Fahrzeuge) und Personal (Planstellen für Beamte und Stellen für Arbeitnehmer) in einer rechtlich selbständigen Organisationsform. Zumeist liegen öffentlich-rechtliche Leistungs- oder Benutzungsverhältnisse zugrunde, bei denen der Wille des Verwaltungsträgers ausschlaggebend ist. Indizien sind dabei verwendete Satzungen, Rechtssetzungsbefugnisse mit Anschluss- und Benutzungszwang, Entgelte in Form von Gebühren (Anstalten erheben Beiträge). Weitere Indizien sind die Androhung von Zwangsmitteln und Widerrufsmöglichkeiten für die Benutzung.
Körperschaften des öffentlichen Rechts unterscheiden sich von den Körperschaften des Privatrechts (Vereinen, Aktiengesellschaften, KGaAs, GmbHs, Genossenschaften) dadurch, dass diese Leistungs- und Benutzungsverhältnisse privatrechtlich – regelmäßig vertraglich – regeln (inter partes).

## Gebietskörperschaften
Oberste territoriale Körperschaft des öffentlichen Rechts ist zunächst der Staat als originärer Träger von Hoheitsgewalt, in Deutschland der Bund und die Länder. Unterste Ebene sind im Allgemeinen die Gemeinden. Die Gemeinden üben Gebietshoheit über die Bewohner und Unternehmen im Gemeindegebiet aus.  Diese Zwangsmitglieder haben aufgrund der Kommunalsatzung Steuern und Beiträge zu entrichten. Gemeinden sind Dienstherr ihrer Beamten und Arbeitgeber ihrer Beschäftigten.

## Selbstverwaltungskörperschaften
Körperschaften des öffentlichen Rechts finden einen Hauptanwendungsbereich in den sogenannten Selbstverwaltungsangelegenheiten, also in staatlichen Aufgaben, die von den Betroffenen eigenverantwortlich geregelt werden sollen, weshalb sie organisatorisch aus der staatlichen Verwaltungshierarchie ausgegliedert und rechtsfähigen Organisationen übertragen werden. So bestimmen beispielsweise die Bürger selbst über die Geschicke der Gemeinde, die Ärzte über ihre Angelegenheiten in der Landesärztekammer, die Rechtsanwälte über ihre Angelegenheiten in der Rechtsanwaltskammer usw. Trotz der organisatorischen Auslagerung aus dem staatlichen Bereich sind die Träger dieser Selbstverwaltungsaufgaben Teil der öffentlichen Gewalt und an Recht und Gesetz gebunden (Art. 20 Abs. 3 Grundgesetz). Selbstverwaltungskörperschaften unterliegen der staatlichen Rechtsaufsicht: Der Staat soll sich nicht durch organisatorische Auslagerung seiner Grundrechtsbindung entziehen können (Flucht ins Privatrecht).

## Staatsferne Körperschaften öffentlichen Rechts
Bisweilen verleiht der Staat den Status einer Körperschaft des öffentlichen Rechts aber auch Organisationen, die nicht staatliche Aufgaben erledigen, sondern Teil der Gesellschaft sind. Damit wird zumeist bezweckt, die Organisation als Anerkennung für geleistete Arbeit mit besonderem Ansehen auszustatten. Dass diese Organisationen zwar öffentlich-rechtlich, aber dennoch kein Teil des Staates sind, hat vielfältige Auswirkungen, etwa bei Fragen der Grundrechtsberechtigung, der Staatsaufsicht, des Vergaberechts, der Amtshaftung und der Anwendbarkeit der Amtsdelikte. Hierunter fallen beispielsweise der Bayerische Bauernverband, der Bayerische Jugendring, das Bayerische Rote Kreuz mit den Gemeinschaften und auch manche Akademien der Wissenschaften. Im Einzelnen ist die Abgrenzung kompliziert, weil sie sich nach der Frage richtet, welche Aufgaben als „staatlich“ anzusehen sind.

## Religions- und Weltanschauungsgemeinschaften
Religions- und Weltanschauungsgemeinschaften können kraft Artikel 140 des Grundgesetzes für die Bundesrepublik Deutschland Körperschaften des öffentlichen Rechts sein, sofern sie „grundgesetzloyal und auf Dauer und Repräsentanz angelegt sind“. Begründet wurde dieser Sonderstatus im sogenannten Weimarer Kirchenkompromiss von 1919, den das Grundgesetz als Verfassungsrecht übernommen hat. Art. 137 der Weimarer Verfassung (WRV) bestimmt die Trennung von Staat und Kirche. Religiösen Gemeinschaften wurde unter gewissen Voraussetzungen der Status einer öffentlich-rechtlichen Religionsgesellschaft zugebilligt; sie können also den Status einer Körperschaft öffentlichen Rechts erhalten. In Art. 137 Abs. 5 WRV heißt es: „Die Religionsgesellschaften bleiben Körperschaften des öffentlichen Rechtes, soweit sie solche bisher waren. Anderen Religionsgesellschaften sind auf ihren Antrag gleiche Rechte zu gewähren, wenn sie durch ihre Verfassung und die Zahl ihrer Mitglieder die Gewähr der Dauer bieten.“ Eine Aussage zur Idee dieser Normen: Der Staat „begünstigt Religionsgemeinschaften, denen er unter bestimmten Voraussetzungen Körperschaftsrechte verleiht, und kooperiert mit ihnen. Sie unterstützen ihrerseits den Staat im Sinne der Bildung und Erhaltung eines Wertekanons, indem sie friedens-, rechts- und wertefördernd auftreten und ihrerseits das staatliche Gewalt- und Strafmonopol anerkennen. Diese Kooperation zwischen Staat und Religionsgemeinschaften äußert sich etwa in der Steuerbefreiung von Spenden, dem Erteilen von Religionsunterricht oder speziellen Regelungen im Arbeits- und Sozialrecht.“ Der Staat darf im Gegenzug „von den Religionsgemeinschaften die Akzeptanz der anders- und nichtgläubigen Staatsbürger sowie einer säkular geprägten Gesetzgebung erwarten“.
Die Stellung öffentlich-rechtlicher Religionsgesellschaften als Körperschaften des öffentlichen Rechts bedeutet angesichts ihres verfassungsrechtlich gewährleisteten Selbstverwaltungsrechts und des Fehlens einer staatlichen Aufsicht einerseits sowie der religiösen und konfessionellen Neutralität des Staates nach dem Grundgesetz andererseits aber keine Gleichstellung mit anderen öffentlichrechtlichen Körperschaften, die ihre Betätigungsvollmacht vom Staate herleiten und in diesen eingegliederte Verbände sind, sondern nur die Zuerkennung eines öffentlichen Status.

## Arten
Die Körperschaften können zum einen nach Art der Rechtsquelle, aufgrund deren sie gebildet sind, zum anderen nach ihren Mitgliedern unterschieden werden.

### Einteilung nach Art der Rechtsquelle
- Völkerrechtliche Körperschaften des öffentlichen Rechts: Internationale Organisationen aufgrund des Vertragsgesetzes, das den Gründungsvertrag einer Organisation innerstaatlich in Kraft setzt, oder aufgrund einer Verordnung, die einen entsprechenden Status an Organisationen verleiht, an denen die Bundesrepublik nicht als Mitglied beteiligt ist.
- Staatsrechtliche Körperschaften des öffentlichen Rechts: die Bundesrepublik Deutschland, die Länder, Gemeinden und Gemeindeverbände
- Bundesunmittelbare Körperschaften des öffentlichen Rechts (Träger ist der Bund, der auch die Rechts- und/oder Fachaufsicht ausübt, z. B. die Deutsche Rentenversicherung Bund, die Berufsgenossenschaften, die Agentur für Arbeit, Krankenkassen, deren Zuständigkeit sich auf mehr als drei Länder erstreckt, oder das Deutschlandradio).
- Landesunmittelbare Körperschaften des öffentlichen Rechts (Träger ist ein Land, das auch die Rechts- und/oder Fachaufsicht ausübt, z. B. Universitäten, Fachhochschulen, Krankenkassen, deren Zuständigkeit sich auf nicht mehr als drei Länder erstreckt, Medizinischer Dienst der Krankenversicherung in Westdeutschland).
- Staatskirchenrechtliche Körperschaften des öffentlichen Rechts: Kirchen, Religions-, denen der Status einer öffentlich-rechtlichen Religionsgesellschaft nach Art. 140 GG i. V. m. Art. 137 Abs. 5 WRV verliehen wurde. Zwar betrachtet das Grundgesetz auch die Religionsausübung in gewisser Weise als förderungswürdige „öffentliche Aufgabe“ (vgl. Religionsunterricht). Wegen der Pflicht zur weltanschaulichen Neutralität ist es dem Staat aber gerade nicht erlaubt, die Religionsgemeinschaften als Teil der Verwaltung zu führen. Infolgedessen sind die Religionsgemeinschaften, die die Rechte einer Körperschaft des öffentlichen Rechts besitzen, nicht nur organisatorisch aus dem Staat ausgelagert, sondern sind gerade kein Teil der öffentlichen Gewalt, folglich nicht grundrechtsverpflichtet, sondern wie private Vereinigungen grundrechtsberechtigt. Erst recht ist dem Staat eine Rechtsaufsicht verwehrt (vgl. Korrelatentheorie). Der öffentlich-rechtliche Status dient hier lediglich dazu, die aus früheren Zeiten überkommenen Formen fortführen zu können (Pfarr- und Beamtenverhältnisse, Kirchensteuer) und die religiöse Vereinigungsfreiheit umzusetzen. Mit dem öffentlich-rechtlichen Status verbindet auch das einfache Recht Vorteile, die als Privilegienbündel bezeichnet werden. Körperschaften des öffentlichen Rechts in diesem speziellen Sinne sind die Evangelische Kirche in Deutschland und ihre Gliedkirchen (Landeskirchen) sowie teilweise einzelne Gemeinden (bspw. in der Bremischen Evangelischen Kirche), die Bistümer der Römisch-katholischen Kirche in Deutschland, aber auch eine Vielzahl kleinerer Religionsgemeinschaften wie zum Beispiel die Alt-Katholische Kirche in Deutschland, zahlreiche evangelische Freikirchen, die Christengemeinschaft, die Neuapostolische Kirche, die Zeugen Jehovas, die Ahmadiyya Muslim Jamaat, die Israelitischen Kultusgemeinden, die Christian Science, die Bahai, aber auch Weltanschauungsgemeinschaften wie einige Landesverbände des Humanistischen Verbands Deutschland oder der Bund für Geistesfreiheit Bayern usw., ihre Zusammenschlüsse und nach Maßgabe des Staatskirchenrechts auch ihre Gliederungen (z. B. Kirchengemeinden, Kirchenbezirke usw.).

### Einteilung nach Art ihrer Mitglieder
- Gebietskörperschaft: Es werden alle auf einem bestimmten Gebiet dauerhaft lebenden Bürger erfasst, die ihren Wohnsitz in diesem Gebiet haben. Es besteht Zwangsmitgliedschaft. Hierzu gehören Bundesrepublik, Länder, Kreise/Landkreise und Gemeinden.
- Personalkörperschaft: Es werden nicht alle auf einem bestimmten Gebiet wohnenden (natürlichen) Personen erfasst, sondern nur die, die ein bestimmtes Merkmal aufweisen bzw. eine bestimmte Voraussetzung erfüllen. Hierzu gehören Industrie- und Handelskammern, Handwerkskammern, alle gesetzlichen Krankenkassen, Kassenärztliche Vereinigung, Berufsgenossenschaft.
- Verbandskörperschaft / Bundkörperschaft: Mitglied können ausschließlich juristische Personen sein. Hierzu gehören höhere Kommunalverbände, Regionalverbände, Gemeindeverbände, Bundesrechtsanwaltskammer.
- Realkörperschaft:  Die Mitgliedschaft ergibt sich hier aus dem Eigentum an einem bestimmten Grundstück bzw. aus einer damit verknüpften Berechtigung. Hierzu gehören Deichverband, Wasserschutzverband, Jagdgenossenschaft, Teilnehmergemeinschaft.
- Kollegialkörperschaft / Vertretungskörperschaften sind Kollegialorgane, deren Mitglieder berufen oder gewählt werden. Hierzu gehören Bundestag oder Bundesrat.[5]

Das Deutschlandradio ist – als einzige Rundfunkanstalt – eine Körperschaft des öffentlichen Rechts. Die tragenden Mitglieder des Radios sind gemäß dem Deutschlandradio-Staatsvertrag die Landesrundfunkanstalten der ARD sowie das ZDF. Die anderen öffentlich-rechtlichen Rundfunkanstalten sind hingegen Anstalten des öffentlichen Rechts, da sie Benutzer (nämlich die Bürger) und keine Mitglieder haben.

## Körperschaften und Teilkörperschaften im Hochschulbereich
In Deutschland sind Universitäten und andere staatliche Hochschulen nach Maßgabe der Landesgesetze in der Regel zugleich staatliche Einrichtungen und rechtsfähige Körperschaften des öffentlichen Rechts, mitunter auch ausschließlich Körperschaften. Zu den Mitgliedern der Körperschaft gehören vor allem die Professoren, die wissenschaftlichen und künstlerischen Mitarbeiter, die anderen an der Hochschule hauptberuflich beschäftigten Mitarbeiter und die Studierenden. Außerplanmäßige Professoren, Professoren im Ruhestand, Privatdozenten, Doktoranden und Habilitanden sind oft ebenfalls Mitglieder, teilweise aber auch nur Angehörige der Hochschule.
Die Studierendenschaft, die aus allen immatrikulierten Studierenden einer Hochschule besteht, ist in etlichen Ländern eine rechtsfähige Teilkörperschaft (auch Gliedkörperschaft genannt) der Hochschule. Die Fakultäten bzw. Fachbereiche einer Hochschule, die ihre organisatorischen Grundeinheiten ihre Aufgaben in Forschung und Lehre erfüllen, sind ebenfalls Teilkörperschaften, die allerdings in der Regel nicht voll rechtsfähig sind.
In etlichen Ländern sind auch die medizinischen Fakultäten unselbständige Teilkörperschaften, die zur Erfüllung ihrer Aufgaben eng mit dem als Anstalt des öffentlichen Rechts selbständigen Universitätsklinikum zusammenarbeiten (sog. Kooperationsmodell). In anderen Ländern sind Medizinische Fakultät und Klinikum zu einer rechtsfähigen Teilkörperschaft der Universität zusammengefasst (sog. Integrationsmodell).

## Besteuerung
Im Bereich der Ertragsteuern und Umsatzsteuer gelten Körperschaften öffentlichen Rechts grundsätzlich nicht als Steuersubjekte; hierdurch soll eine Selbstbesteuerung des Staates vermieden werden. Dieses Ziel steht in einem Spannungsverhältnis zu privaten Wettbewerbern, die teilweise gleiche Leistungen erbringen, aber nicht steuerlich privilegiert werden. Aus steuerlicher Sicht gibt es deshalb drei Sphären der Körperschaft des öffentlichen Rechts, die zu unterscheiden sind: den Hoheitsbereich, die Vermögensverwaltung und den sogenannten Betrieb gewerblicher Art.

### Hoheitsbereich
Die Rechtsprechung definiert als hoheitlich im Sinne des Steuerrechts Tätigkeiten, die der öffentlichen Hand „eigentümlich und vorbehalten“ sind (sog. Staatsaufgaben). Solche Aufgaben sind regelmäßig gesetzlich zugewiesen und werden u. a. durch Verwaltungsakt vollzogen.

### Vermögensverwaltung
Unter Vermögensverwaltung im steuerlichen Sinne versteht man die Verwaltung eigenen Vermögens, soweit es nicht die Intensität von Gewerblichkeit erreicht.
Hoheitsbereich und Vermögensverwaltung gelten als nicht in besonderem Maße wettbewerbsrelevant. Daher blieb es dabei, dass Körperschaften des öffentlichen Rechts in diesen Bereichen nicht als Steuersubjekte gelten.

### Betrieb gewerblicher Art
Ein Betrieb gewerblicher Art entsteht, wenn eine wettbewerbsrelevante und daher besteuerungswürdige Tätigkeit ausgeführt wird (§ 1 Abs. 1 Nr. 6 KStG, § 2 Abs. 3 UStG (seit 1. Januar 2017 § 2b UStG)).[veraltet] Dem Wesen nach gleiche Tätigkeiten bilden einen Betrieb gewerblicher Art, dem Wesen nach unterschiedliche Tätigkeiten bilden mehrere Betriebe gewerblicher Art, vgl. Körperschaftsteuerrichtlinien R 6 Abs. 3 Satz 3. In der Verwaltungspraxis wird ein Jahresumsatz von mehr als 30.678 Euro vorausgesetzt, um ein gleichmäßiges und greifbares Maß der Wettbewerbsrelevanz zu schaffen, vgl. Körperschaftsteuerrichtlinien R 6 Abs. 5 Satz 1. Die Umsatzsteuerrichtlinien folgen den gleichen Umsatzgrenzen. Betriebe gewerblicher Art sind gewerbesteuerpflichtig, Gewerbesteuerrichtlinien R 2.1 Abs. 6.

## Insolvenz
In Deutschland sind die Körperschaften des öffentlichen Rechts kraft Gesetzes insolvenzunfähig. Für Gebietskörperschaften wie Bund, Länder und Gemeinden ist das in § 12 Abs. 1 InsO geregelt. Andere Körperschaften können durch besondere Rechtsvorschriften für insolvenzunfähig erklärt werden; siehe etwa § 45 AGGVG in Baden-Württemberg. Damit soll erreicht werden, dass die öffentliche Verwaltung weiter sichergestellt bleibt und nicht durch Zwangsvollstreckungsmaßnahmen gestört wird.